# Protestos eleitorais no Irã em 2009
Os protestos contra o resultado das eleições presidenciais de 2009 no Irã, também referidos como Revolução Verde, foram uma série de manifestações motivadas pela alegada fraude eleitoral que teria prejudicado o candidato reformista, Mehdi Karroubi.
Os protestos ocorreram a partir de 13 de junho de 2009, em Teerã e outras grandes cidades do país, mas também em vários países do mundo. A onda de protestos foi chamada  movimento verde ou mar verde, em razão da cor adotada pela campanha do candidato Mir Hussein Mussavi. Em resposta aos protestos, os defensores do candidato vencedor, Mahmoud Ahmadinejad, na epóca presidente do país, também organizaram manifestações de apoio à sua vitória.
Em 13 de junho, quando o resultado final foi anunciado, centenas de manifestantes, muitos ostentando símbolos do "movimento verde" de Mussavi, protestaram contra o resultado da eleição, nas ruas de Teerã e de várias outras cidades iranianas. Aos gritos de "O governo mente para o povo" e "Onde está o meu voto?," atearam fogo a pneus, bloquearam vias e entraram em confontro com a polícia.
Segundo o resultado divulgado pela comissão eleitoral, Mussavi teria perdido até em seu próprio distrito, apesar do enorme número de seguidores que atraiu durante a campanha. O comparecimento às urnas foi alto (mais de 80%) e, segundo analistas, quando isto ocorre, os reformistas iranianos tendem a ter maior votação.
Na Universidade de Teerã, policiais dispersaram a multidão com gás lacrimogêneo. Foram os mais sérios confrontos verificados na capital desde o protesto de estudantes contra o regime, em 1999.
As autoridades bloquearam pela terceira vez, nos últimos meses, o acesso ao site da rede social Facebook, usada para a mobilização durante a campanha de Mussavi. O SMS, outro recurso utilizado na mobilização dos partidários de Mussavi, foi igualmente bloqueado, e afinal, também a rede de telefonia móvel, controlada pelo Estado, suspendeu o sinal dos celulares em Teerã.
Ahmadinejad negou as acusações de fraude eleitoral.
A Associação dos Clérigos Combatentes, da qual faz parte o ex-presidente reformista Mohammad Khatami (1997-2005), pediu a anulação da votação e a realização de uma nova eleição.
Já o líder supremo do Irã, o aiatolá Ali Khamenei, pediu à população que se una em torno de Ahmadinejad e declarou que o resultado da eleição expressa um "julgamento divino".

Os Pasdaran, a força paramilitar ideológica ligada ao Líder Supremo, advertiram que não permitirão a chegada de uma "Revolução de Veludo", numa alusão às teses de Mussavi, que propõe maior abertura ao Ocidente.
Novos choques ocorreram no centro de Teerã, em 14 de junho. Manifestantes pró-Mussavi atiraram pedras contra a polícia, que ergueu barreiras de concreto para impedir o acesso a algumas áreas do centro da cidade.
Cerca de 170 pessoas, 70 delas consideradas organizadoras dos protestos, foram presas, segundo a agência oficial IRNA. Entre os detidos, estão lideranças reformistas, como o ex-vice-ministro de Assuntos Exteriores Abdula Ramezamzadeh, o diretor-geral da plataforma reformista "Frente de Participação", Mohsen Mirdamadi e o irmão do ex-presidente Mohammad Khatami, Mohammed Reza Khatami. Em 16 de junho, no site do ex-vice-presidente da República do governo Khatami, Mohammad-Ali Abtahi, lia-se o aviso de que ele também estava preso. Alguns órgãos de imprensa locais e estrangeiros afirmaram que o próprio Mussavi estaria em prisão domiciliar, o que não foi confirmado.
Em 16 de junho, a IRNA também informou que 100 pessoas haviam sido presas em um levante perto de uma universidade, em Shiraz, no sul do país.
O outro candidato reformista à presidência, o clérigo Mehdi Karubi, ex-líder do Parlamento, também disse que houve fraude. Em comunicado escrito, declarou que "os resultados são ilegítimos e falta ao governo dignidade nacional e competência social (...) Então não reconheço o Sr. Mahmoud Ahmadinejad como presidente do Irã."
Mir Hossein Mussavi informou ter feito um pedido formal de anulação do resultado das eleições que, segundo ele, foram marcadas por irregularidades. Seus partidários distribuíram folhetos conclamando a população a uma manifestação em Teerã na tarde de 15 de junho.
Houve também uma passeata a favor da reeleição de Ahmadinejad, que reuniu dezenas de milhares de pessoas. Após a manifestação, partidários de Ahmadinejad e Mussavi entraram em choque numa das ruas principais de Teerã. Houve incêndios, vidros quebrados na rua e confrontos entre populares e policiais.
A BBC disse que o Irã está usando "obstrução eletrônica pesada" para interromper as transmissões de seu serviço de televisão em pársi. O presidente reeleito acusou a imprensa estrangeira de travar uma "guerra psicológica" contra o Irã.
Em 15 de junho, o líder supremo do Irã, aiatolá Ali Khamenei, apesar do seu pronunciamento anterior, ordenou  ao Conselho dos Guardiães que investigasse as denúncias apresentadas por Mir Hossein Mussavi, sobre a ocorrência de fraude na eleição presidencial. Em carta enviada ao Conselho, Mussavi acusou o Ministério do Interior e o presidente Ahmadinejad de influir nos resultados.

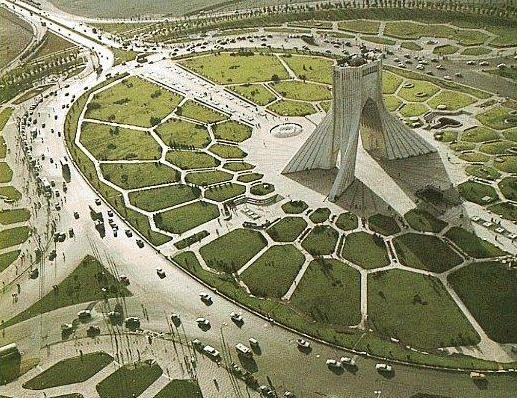
A Praça Azadi, em Teerã, lugar de manifestações políticas, desde a Revolução Iraniana de 1979.

Ainda em 15 de junho, o governo iraniano avisou que todos os jornalistas estrangeiros envolvidos na cobertura das eleições deveriam deixar o país logo que expire o prazo de suas respectivas credenciais. Várias redes de televisão tiveram material apreendido durante horas e não lhes foi permitido filmar em vários lugares do país. O escritório do canal por satélite árabe Al Arabiya foi fechado durante uma semana e as agências não puderam enviar imagens a veículos de língua persa. O jornal partidário de Mussavi foi fechado.
Durante uma grande entrevista coletiva concedida no dia 13, Ahmadinejad havia acusado a imprensa internacional de imiscuir-se nos assuntos internos do Irã e de projetar uma imagem "errônea e negativa" do país.
Também no dia 15, pelo menos sete pessoas morreram e dezenas de outras ficaram feridas ou foram detidas quando integrantes da milícia islâmica Basij, ligada à Guarda Revolucionária Islâmica, abriram fogo contra manifestantes pró-Mussavi na grande praça Azadi (praça da Liberdade), em Teerã.
No mesmo dia, estudantes da Universidade de Teerã - importante reduto dos reformistas - relataram à BBC que um dos campus foi cercado por forças de segurança e que ao menos outras quatro pessoas morreram, durante uma incursão da polícia e do Basij a uma das residências universitárias.
No dia 16 de junho, Ali Larijani, presidente do Majlis (o parlamento iraniano) e influente figura conservadora, responsabilizou o ministro do Interior, Sadegh Mahsouli, pelo ataque das milícias bassidjis ao dormitório da Universidade de Teerã.

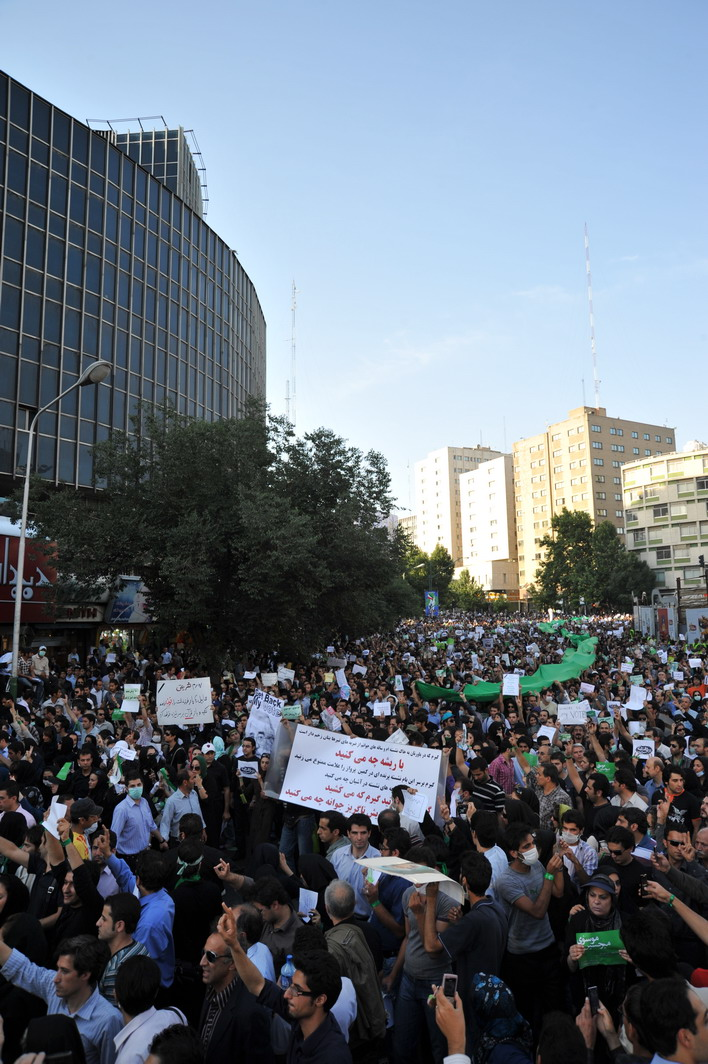
Protestos em Teerã, 16 de junho.

No mesmo dia, houve duas manifestações, em diferentes pontos de Teerã. Ao longo dos 18 km da Avenida Valiasr, um importante eixo viário da capital, deu-se uma grande passeata em apoio a Ahmadinejad, convocada por um organismo oficial. Anteriormente, estava programada  uma manifestação pró-Mousavi, na mesma avenida, mas o candidato cancelou o evento, para evitar novos confrontos e mais violência. Como alternativa, milhares de manifestantes saíram em passeata silenciosa no norte da cidade, em direção ao edifício da televisão pública.
As autoridades iranianas proibiram os jornalistas estrangeiros de fazer a cobertura das manifestações ou de qualquer acontecimento fora do programa do Ministério da Cultura e Orientação Islâmica. O principal operador de telefones celulares do país, controlado pelo Estado, ficou inoperante na capital.
Dado que os veículos da mídia tradicional sofriam restrições, as notícias do movimento são transmitidas ao resto do mundo pela Internet, sobretudo através do Twitter, do Facebook e outras redes sociais. O tópico #iranelection registra mais de 220 000 tweets por hora. Mas estudantes ligados à oposição acusam o regime de tentar plantar desinformação no Twitter, e de usar fotografias digitalmente alteradas para exagerar seu apoio popular.

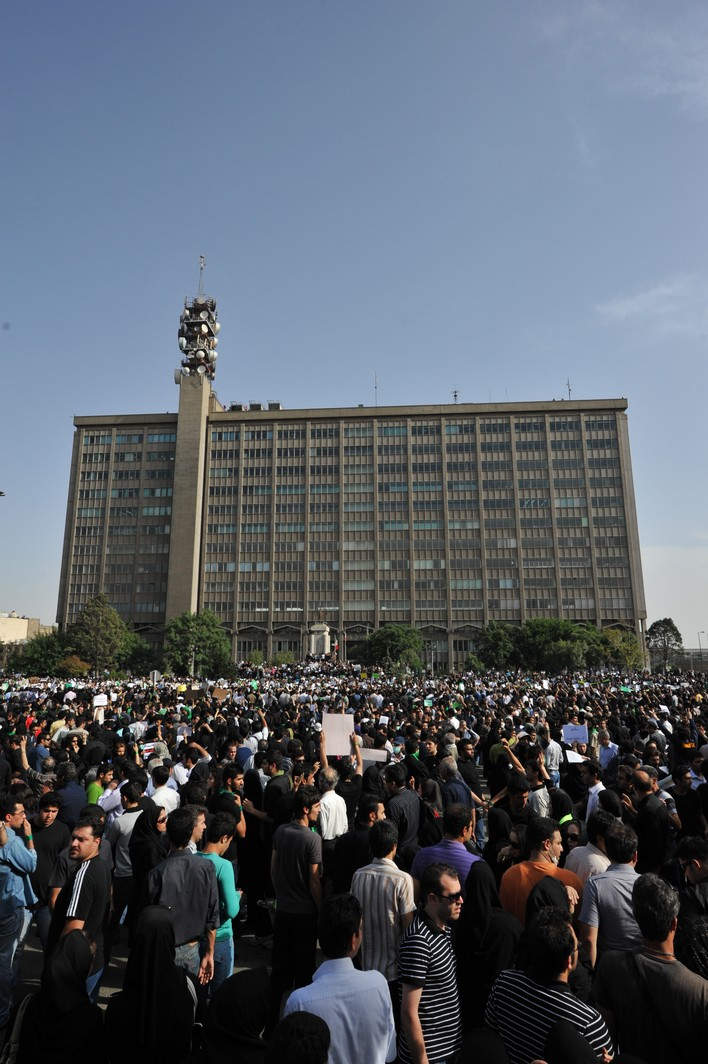
Teerã, 17 de junho.

Enquanto o pronunciamento do Conselho de Guardiães sobre a recontagem dos votos era aguardado para o dia 21 de junho, as passeatas prosseguiam, apesar da repressão e das detenções. A advogada e ativista iraniana Shirin Ebadi, prêmio Nobel da Paz em 2003, manifestou-se no site americano de notícias The Huffington Post, pedindo a anulação das eleições. Em entrevista publicada pelo jornal francês "Le Monde", Shirin alertou sobre o "possível início de uma guerra civil". Disse que grandes manifestações da oposição aconteceram em Ispahan, Shiraz, Tabriz, Mashad, e que 500 pessoas já tinham sido presas. Shirin Ebadi dirige o Centro de Defensores dos Direitos Humanos, proibido pelo governo iraniano desde dezembro de 2008. Um dia antes das eleições, ela deixou o país para participar de um seminário em Madri e não pretende retornar ao Irã: "Sou mais útil no exterior do que dentro do país".
O Líder Supremo do Irã, aiatolá Ali Khamenei, exigiu o fim dos protestos de rua e responsabilizou os líderes do movimento por qualquer derramamento de sangue. No entanto, as manifestações prosseguiram no dia seguinte, desafiando as advertências do líder supremo do país.
Em 20 de junho, um homem bomba provocou uma explosão diante do mausoléu do fundador da República Islâmica, o  aiatolá Ruhollah Khomeini, em Teerã. O atentado resultou em dois mortos e oito feridos.
Segundo relato de testemunhas, os principais confrontos entre manifestantes, policiais e milicianos Basij, ocorreram na praça da Revolução, no centro de Teerã.  A polícia usou bombas de gás lacrimogêneo e canhões de água para dispersar a multidão de mais de 3.000 pessoas. Algumas carregavam colegas ensanguentados pelas ruas da capital. Houve pelo menos 60 feridos. Pelo céu da cidade havia muitos helicópteros e uma densa fumaça negra. A Universidade de Teerã foi cercada pela polícia, enquanto estudantes bradavam "morte do ditador!". No site de sua campanha, Mir Hossein Mousavi acusou  Khamenei de ameaçar o caráter republicano da República Islâmica e de ter como objetivo a imposição de um novo sistema político. Nenhum político iraniano jamais havia ousado fazer uma crítica de tal gravidade ao líder supremo. Segundo uma testemunha, Moussavi, em discurso feito a simpatizantes no sudoeste de Teerã, pediu a deflagração de uma greve nacional, caso ele seja preso.
Mousavi refutou as afirmações do Líder Supremo, em seu discurso do dia 19, de que havia um complô para deflagrar uma Revolução de Veludo no Irã. Sem citar o nome de Khamenei, sentenciou: "Insensatos aqueles que, levados por interesses mesquinhos, dizem que a revolução islâmica é engendrada por estrangeiros e a chamam de "revolução de veludo"".
O dia 20 terminou com pelo menos 19 pessoas mortas e mais de 100 feridas, durante os protestos na capital, segundo a rede de televisão CNN. Mas os números são desencontrados: a mídia estatal iraniana informou o número oficial de mortos era de 17.
Outras fontes relatam que houve 150 mortos desde o início dos conflitos (dados não confirmados). Autoridades policiais culparam os membros da Organização dos Mujahidin do Povo Iraniano pelas mortes, acusando-os de terem disparado contra a multidão.
A imprensa estrangeira, proibida de cobrir os acontecimentos nas ruas, tem recorrido ao relato de testemunhas. O correspondente da BBC, Jon Leyne, foi acusado pelas autoridades iranianas de dar "informações falsas", "não manter a objetividade" e apoiar os protestos, e tem  24 horas para deixar o país.  A filha do aiatolá Ali Akbar Hashemi Rafsanjani, ex-presidente do Irã, foi presa, juntamente com outros quatro membros da família, por ter participado de uma manifestação ilegal. Líder da Assembleia dos Peritos e do Conselho de Discernimento, Rafsandjani é um dos homens mais influentes do Irã.
No dia 21 de junho, as ruas de Teerã amanheceram calmas, ocupadas pela polícia e pelas milícias. Segundo relatos de testemunhas, ouviam-se tiros em algumas zonas de Teerã, mas não houve manifestações populares significativas.
No dia seguinte, cerca de mil manifestantes de oposição se concentraram na Praça Haft-é Tir,  centro de Teerã. Segundo testemunhas, a polícia antimotim se colocou em posição de tiro. A manifestação havia sido convocada através de Twitter, em homenagem a Nedá Agha-Soltan, uma jovem que foi morta na rua, no sábado, atingida por um tiro disparado do alto de um prédio. Sua morte foi filmada e o filme circulou pela Internet e pelos canais de televisão captados no Irã por antenas parabólicas. Neda acabou por se transformar em símbolo, particularmente para as mulheres iranianas, que têm se destacado na vanguarda dos protestos. Nedá significa "chamada" em pársi, e, para muitos, ela se tornou "a chamada do Irã". A convocação para o ato público se manteve apesar das advertências dos Pasdaran, que emitiram o seguinte comunicado, citado pela agência Mehr: "Os Guardas da Revolução, os bassidjis e as outras forças da ordem e de segurança estão prontas a uma ação decisiva e revolucionária para (...) colocar um ponto final no complô e nos motins". Foi a primeira vez que os Pasdaran lançaram tal advertência, desde o início das manifestações, em 13 de junho.
Segundo testemunhas, as forças de segurança impediram a realização de seu funeral, bloqueando ruas de acesso a uma mesquita central de Teerã, onde seria realizada a cerimônia, e jogando tinta em spray nos carros de quem insistia em seguir na direção da mesquita.